# Malvastrum geranioides
Malvastrum geranioides là một loài thực vật có hoa trong họ Cẩm quỳ. Loài này được (Cham. & Schltdl.) Hemsl. mô tả khoa học đầu tiên năm 1879.